# Championnats de France de natation 2017
Navigation
Montpellier 2016 Saint-Raphaël 2018
Les Championnats de France de natation en grand bassin 2017 se déroulent du 23 au 28 mai 2017 à Schiltigheim.
Cette édition permet également aux meilleurs athlètes de se qualifier pour les Championnats du monde de natation 2017 qui ont lieu à Budapest.

## Organisation

### Lieu
Les Championnats de France 2017 se déroulent au Centre nautique de Schiltigheim.

### Calendrier
Un point presse a lieu le lundi 22 mai. La compétition débute le lendemain, le mardi 23 mai. Elle se termine le dimanche 28 mai. 
En fonction des courses, des athlètes handisports sont soit engagés avec les « valides », soit disposent de séries spécifiques. Des finales handisports ont également lieu.

## Résultats

### Hommes
| Distance | Or                                                                                         | Temps         | Argent                                                                               | Temps         | Bronze                                                                         | Temps         |
| -------- | ------------------------------------------------------------------------------------------ | ------------- | ------------------------------------------------------------------------------------ | ------------- | ------------------------------------------------------------------------------ | ------------- |
| 50 m     | Clément Mignon                                                                             | 22 s 34       | Maxime Grousset                                                                      | 22 s 62       | Florian Truchot                                                                | 22 s 73       |
| 100 m    | Mehdy Metella                                                                              | 48 s 23 (Q)   | Jérémy Stravius                                                                      | 48 s 68       | Clément Mignon                                                                 | 49 s 09       |
| 200 m    | Jonathan Atsu                                                                              | 1 min 48 s 15 | Jordan Pothain                                                                       | 1 min 48 s 66 | Lorys Bourelly                                                                 | 1 min 48 s 83 |
| 400 m    | Jordan Pothain                                                                             | 3 min 50 s 06 | Joris Bouchaut                                                                       | 3 min 50 s 65 | Damien Joly                                                                    | 3 min 50 s 80 |
| 800 m    | Marc-Antoine Olivier                                                                       | 7 min 55 s 61 | Joris Bouchaut                                                                       | 7 min 56 s 90 | David Aubry                                                                    | 7 min 57 s 67 |
| 1500 m   | Marc-Antoine Olivier                                                                       | 15 min 5 s 08 | Joris Bouchaut                                                                       | 15 min 5 s 67 | Damien Joly                                                                    | 15 min 9 s 92 |
| 4x100 m  | Amiens Métropole Natation Alexandre Derache Thomas Avetand Jérémy Stravius Maxime Grousset | 3 min 18 s 37 | CN Marseille Clément Mignon Benjamin Stasiulis Oussama Sahnoune Merwane Elmerini     | 3 min 19 s 36 | Dauphins du TOEC Paul Pijulet Vince Regent Florian Coiffard Ganesh Pedurand    | 3 min 20 s 68 |
| 4x200 m  | Dauphins du TOEC Remi Meresse Florian Coiffard Lorys Bourelly Jonathan Atsu                | 7 min 18 s 49 | Amiens Métropole Natation Jérémy Stravius Alexandre Derache Thibaut Mary Roman Fuchs | 7 min 19 s 71 | Dauphins du TOEC Paul Lemaire Antoine Gozdowki Ganesh Pedurand Matthias Marsau | 7 min 29 s 52 |

| Distance | Or                 | Temps             | Argent             | Temps        | Bronze             | Temps        |
| -------- | ------------------ | ----------------- | ------------------ | ------------ | ------------------ | ------------ |
| 50 m     | Camille Lacourt    | 24 s 60 (Q)       | Jérémy Stravius    | 24 s 73 (Q)  | Benjamin Stasiulis | 25 s 42      |
| 100 m    | Benjamin Stasiulis | 54 s 79           | Thomas Avetand     | 55 s 20      | Paul-Gabriel Bedel | 55 s 41      |
| 200 m    | Geoffroy Mathieu   | 1 min 57 s 04 (Q) | Paul-Gabriel Bedel | 2 min 0 s 46 | Christophe Brun    | 2 min 0 s 48 |

| Distance | Or            | Temps         | Argent                        | Temps         | Bronze          | Temps         |
| -------- | ------------- | ------------- | ----------------------------- | ------------- | --------------- | ------------- |
| 50 m     | Théo Bussière | 27 s 92       | Thomas Boursac Cervera Lortet | 28 s 78       | Tanguy Lesparre | 28 s 83       |
| 100 m    | Théo Bussière | 1 min 0 s 62  | Quentin Coton                 | 1 min 1 s 80  | Tanguy Lesparre | 1 min 2 s 11  |
| 200 m    | Quentin Coton | 2 min 14 s 19 | Théo Charrade                 | 2 min 15 s 73 | Jean Dencausse  | 2 min 16 s 40 |

| Distance | Or            | Temps         | Argent          | Temps         | Bronze          | Temps         |
| -------- | ------------- | ------------- | --------------- | ------------- | --------------- | ------------- |
| 50 m     | Mehdy Metella | 23 s 61       | Jérémy Stravius | 23 s 88       | Paul Pijulet    | 24 s 12       |
| 100 m    | Mehdy Metella | 51 s 36 (Q)   | Paul Lemaire    | 53 s 28       | Nans Roch       | 53 s 52       |
| 200 m    | Paul Lemaire  | 1 min 58 s 05 | Jordan Coelho   | 1 min 58 s 07 | Matthias Marsau | 1 min 59 s 17 |

| Distance | Or                                                                         | Temps         | Argent                                                                       | Temps         | Bronze                                                                               | Temps         |
| -------- | -------------------------------------------------------------------------- | ------------- | ---------------------------------------------------------------------------- | ------------- | ------------------------------------------------------------------------------------ | ------------- |
| 200 m    | Théo Berry                                                                 | 2 min 2 s 44  | Guillaume Laure                                                              | 2 min 2 s 52  | Ganesh Pedurand                                                                      | 2 min 3 s 03  |
| 400 m    | Nicolas d'Oriano                                                           | 4 min 23 s 99 | Mathis Castera                                                               | 4 min 24 s 55 | Samy Helmbacher                                                                      | 4 min 13 s 11 |
| 4x100 m  | CN Marseille Benjamin Stasiulis Théo Bussière Mehdy Metella Clément Mignon | 3 min 36 s 37 | CN Marseille Paul-Gabriel Bedel Jean Dencausse Thomas Piron Oussama Sahnoune | 3 min 42 s 23 | Amiens Métropole Natation Thomas Avetand Karim Fasih Jérémy Stravius Maxime Grousset | 3 min 42 s 36 |

### Femmes
| Distance | Or                                                                     | Temps             | Argent                                                                                               | Temps         | Bronze                                                                 | Temps         |
| -------- | ---------------------------------------------------------------------- | ----------------- | --- | ------------- | ---------------------------------------------------------------------- | ------------- |
| 50 m     | Anna Santamans                                                         | 24 s 71           | Mélanie Henique                                                                                      | 25 s 11       | Béryl Gastaldello                                                      | 25 s 22       |
| 100 m    | Charlotte Bonnet                                                       | 53 s 65 (Q)       | Béryl Gastaldello                                                                                    | 54 s 55       | Marie Wattel                                                           | 55 s 13       |
| 200 m    | Charlotte Bonnet                                                       | 1 min 55 s 80 (Q) | Margaux Fabre                                                                                        | 1 min 58 s 70 | Alizée Morel                                                           | 1 min 59 s 93 |
| 400 m    | Alizée Morel                                                           | 4 min 13 s 04     | Marion Abert                                                                                         | 4 min 15 s 49 | Fantine Lesaffre                                                       | 4 min 17 s 75 |
| 800 m    | Aurélie Muller                                                         | 8 min 36 s 56     | Fantine Lesaffre                                                                                     | 8 min 42 s 98 | Julie Berthier                                                         | 8 min 49 s 97 |
| 4x100 m  | CN Marseille Anna Santamans Anouchka Martin Mélanie Henique Cloé Hache | 3 min 43 s 45     | Dauphins du TOEC Assia Touati Alizée Morel Marion Abert Lauriane Haag                                | 3 min 44 s 94 | Dauphins du TOEC Lou Ditiere Julie Coste Anaïs Castaing Aurore Jacolin | 3 min 48 s 98 |
| 4x200 m  | Dauphins du TOEC Assia Touati Alizée Morel Aurore Jacolin Marion Abert | 8 min 10 s 48     | Montpellier Métropole Natation Sharon van Rouwendaal Marie Wattel Camille Gheorghiu Fantine Lesaffre | 8 min 17 s 95 | CN Brest Orlane Hita Lean Cabon Anna Fave Nolwenn Nunes                | 8 min 23 s 50 |

| Distance | Or                | Temps            | Argent        | Temps            | Bronze         | Temps         |
| -------- | ----------------- | ---------------- | ------------- | ---------------- | -------------- | ------------- |
| 50 m     | Béryl Gastaldello | 28 s 21          | Mathilde Cini | 28 s 43          | Mathilde Jean  | 28 s 90       |
| 100 m    | Béryl Gastaldello | 1 min 0 s 17 (Q) | Mathilde Cini | 1 min 0 s 57 (Q) | Pauline Mahieu | 1 min 1 s 70  |
| 200 m    | Camille Gheorghiu | 2 min 12 s 74    | Mathilde Cini | 2 min 14 s 15    | Pauline Mahieu | 2 min 14 s 98 |

| Distance | Or              | Temps         | Argent           | Temps         | Bronze         | Temps         |
| -------- | --------------- | ------------- | ---------------- | ------------- | -------------- | ------------- |
| 50 m     | Solène Gallego  | 31 s 74       | Fanny Deberghes  | 31 s 80       | Nolwenn Hervé  | 32 s 49       |
| 100 m    | Fanny Deberghes | 1 min 9 s 18  | Charlotte Bonnet | 1 min 9 s 57  | Solène Gallego | 1 min 9 s 69  |
| 200 m    | Fanny Deberghes | 2 min 28 s 78 | Camille Dauba    | 2 min 29 s 46 | Laura Paquit   | 2 min 31 s 53 |

| Distance | Or                | Temps        | Argent            | Temps         | Bronze         | Temps         |
| -------- | ----------------- | ------------ | ----------------- | ------------- | -------------- | ------------- |
| 50 m     | Mélanie Henique   | 25 s 85 (Q)  | Béryl Gastaldello | 26 s 02       | Marie Wattel   | 26 s 32       |
| 100 m    | Béryl Gastaldello | 58 s 03 (Q)  | Marie Wattel      | 59 s 31       | Justine Bruno  | 1 min 1 s 06  |
| 200 m    | Lara Grangeon     | 2 min 9 s 35 | Solweig Picault   | 2 min 13 s 96 | Gwladys Larzul | 2 min 14 s 93 |

| Distance | Or                                                                                            | Temps         | Argent                                                                                   | Temps         | Bronze                                                                  | Temps         |
| -------- | --------------------------------------------------------------------------------------------- | ------------- | ---------------------------------------------------------------------------------------- | ------------- | ----------------------------------------------------------------------- | ------------- |
| 200 m    | Fantine Lesaffre                                                                              | 2 min 13 s 58 | Cyrielle Duhamel                                                                         | 2 min 14 s 82 | Camille Dauba                                                           | 2 min 17 s 08 |
| 400 m    | Fantine Lesaffre                                                                              | 4 min 41 s 64 | Cyrielle Duhamel                                                                         | 4 min 46 s 11 | Coralie Codevelle                                                       | 4 min 51 s 10 |
| 4x100 m  | Montpellier Métropole Natation Camille Gheorghiu Fantine Lesaffre Marie Wattel Ludivine Blanc | 4 min 8 s 86  | Olympic Nice Natation Leslie Belkacemi Morgane Blanchard Anais Arlandis Charlotte Bonnet | 4 min 11 s 71 | Dauphins du TOEC Anaïs Podevin Solène Gallego Assia Touati Alizée Morel | 4 min 13 s 38 |